# Anisobas pulcher
Anisobas pulcher är en stekelart som beskrevs av Kokujev 1909. Anisobas pulcher ingår i släktet Anisobas och familjen brokparasitsteklar. Inga underarter finns listade i Catalogue of Life.